# Sommecaise
Sommecaise település Franciaországban, Yonne megyében. Lakosainak száma 387 fő (2022. január 1.). Sommecaise La Ferté-Loupière, Villiers-Saint-Benoît, Les Ormes, Le Val-d'Ocre és Charny Orée de Puisaye községekkel határos.

## Népesség
A település népessége az elmúlt években az alábbi módon változott:
| Lakosok száma | 349  | 364  | 378  | 369  | 367  | 364  | 372  | 379  | 387  |
|               | 2013 | 2015 | 2016 | 2017 | 2018 | 2019 | 2020 | 2021 | 2022 |